# TOG2 중전차
TOG2 중전차는 제2차 세계 대전 당시 영국군에서 운용하던 전차이며, 참호전을 상정하고 개발되었다. 차체 정면과 후면에 포좌에 무기를 얹으려 하였으나 포탑을 얹는 것으로 설계를 변경했으며, 나중에 포탑과 포는 챌린저에 쓰여진다. 1943년에 시제전차가 제작되었으나, 신형으로 설계되지 않아 되어 실전 배치가 이루어지지는 않았다.